# Tanča Gora
Tanča Gora je vas v Občini Črnomelj. V vasi se nahajajo tri cerkve (podružnice Župnije Dragatuš): cerkev sv. Ane, cerkev sv. Ožbolta in cerkev sv. Tomaža. V vasi se je rodil Mihael Klobučar, praded Amy Klobuchar, kandidatke za predsednico Amerike 2020.

## Zgodovina
Na območju vasi so odkrili materialne zgodovinske vire iz halštatske dobe.

## Geografija
Povprečna nadmorska višina naselja je 255 m.
Pomembnejša bližnja naselja so: Kvasica (1 km), Dragatuš (3 km) in Črnomelj (6 km).